# Słowiano-Serbia
Słowianoserbia (ros. Славяносербия) – administracyjno-terytorialna jednostka wojskowa Imperium Rosyjskiego istniejąca w l. 1752–1764.
Leżała na południe od rzeki Doniec, pomiędzy jego dopływami – Bachmutką i Łuhanką. Na wschodzie graniczyła z Ziemią Wojska Dońskiego, na zachodzie z Zaporożem, na północy z Ukrainą Słobodzką, na południu – z ziemiami Chanatu Krymskiego.
Tak jak w Nowej Serbii, w Słowianoserbii osiedlono prawosławną ludność pochodzącą z Królestwa Węgier, jak i z ziem zajętych przez Turcję – Serbów, Bułgarów, Wołochów oraz Greków. Zamiarem władz rosyjskich była zorganizowanie ochrony ziem znajdujących się dalej na północ i wschód przed najazdami Tatarów i Turków, oraz zablokowanie ruskiego osadnictwa z sąsiedniej Ukrainy Hetmańskiej.
Ludność Słowianoserbii zorganizowana była na sposób wojskowy, posiadając częściową autonomię, i tworząc dwa pułki dowodzone przez R. Preradowycza i I. Szewycza w sile 1300 żołnierzy, pełniące służbę na linii ukraińskiej.
Administracyjnym centrum Słowianoserbii było miasto Bachmut. Pomiędzy kolonistami a miejscową ludnością ruską, jak i sąsiednim Zaporożem, często dochodziło do konfliktów.
W 1764 r. rząd rosyjski zlikwidował Słowianoserbię, i włączył ją do składu prowincji katerynosławskiej guberni noworosyjskiej. Koloniści zasymilowali się z miejscową ludnością.

## Mapy

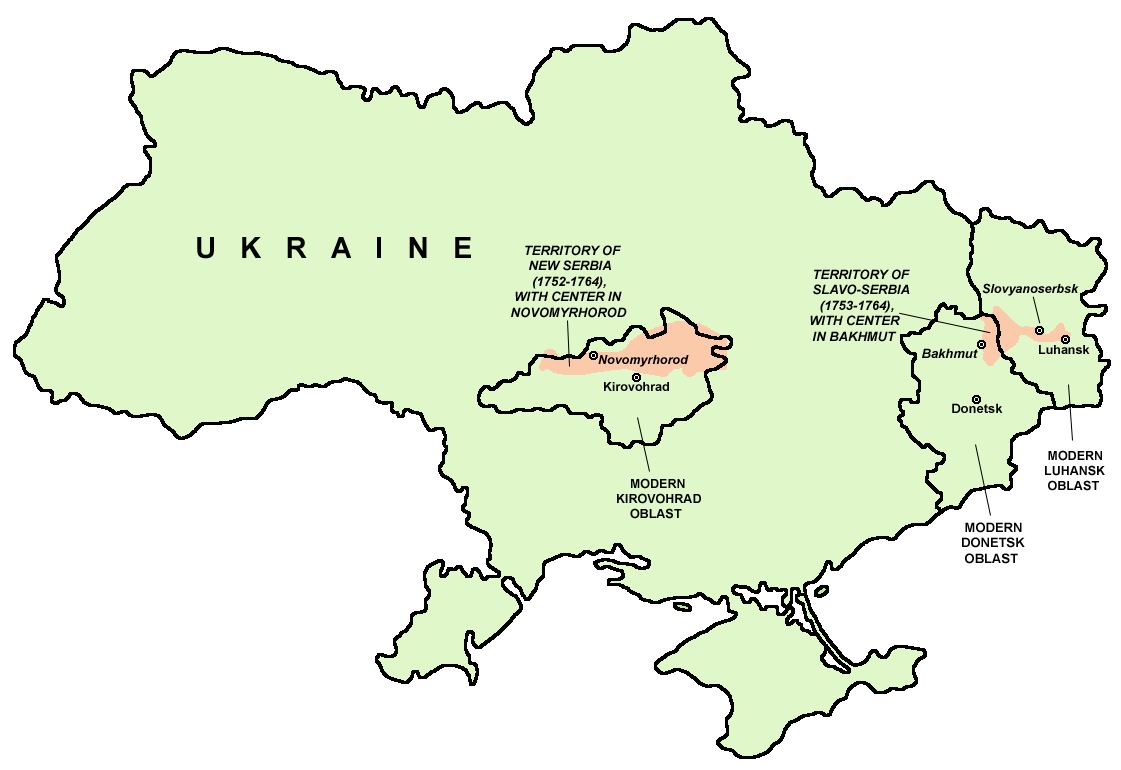
Obszar Slowiano-Serbii na terytorium współczesnej Ukrainy
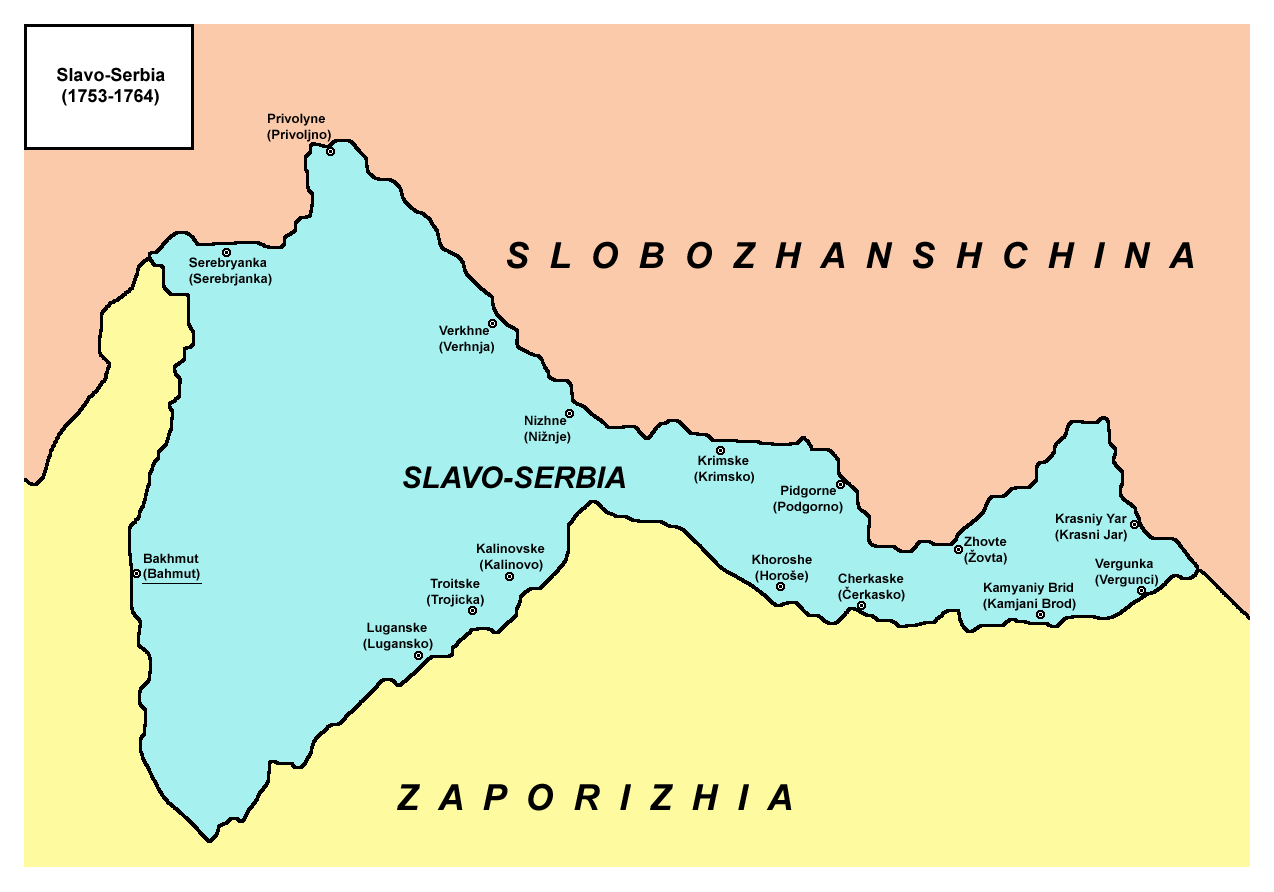
Słowiano-Serbia i sąsiednie jednostki administracyjne w XVIII wieku
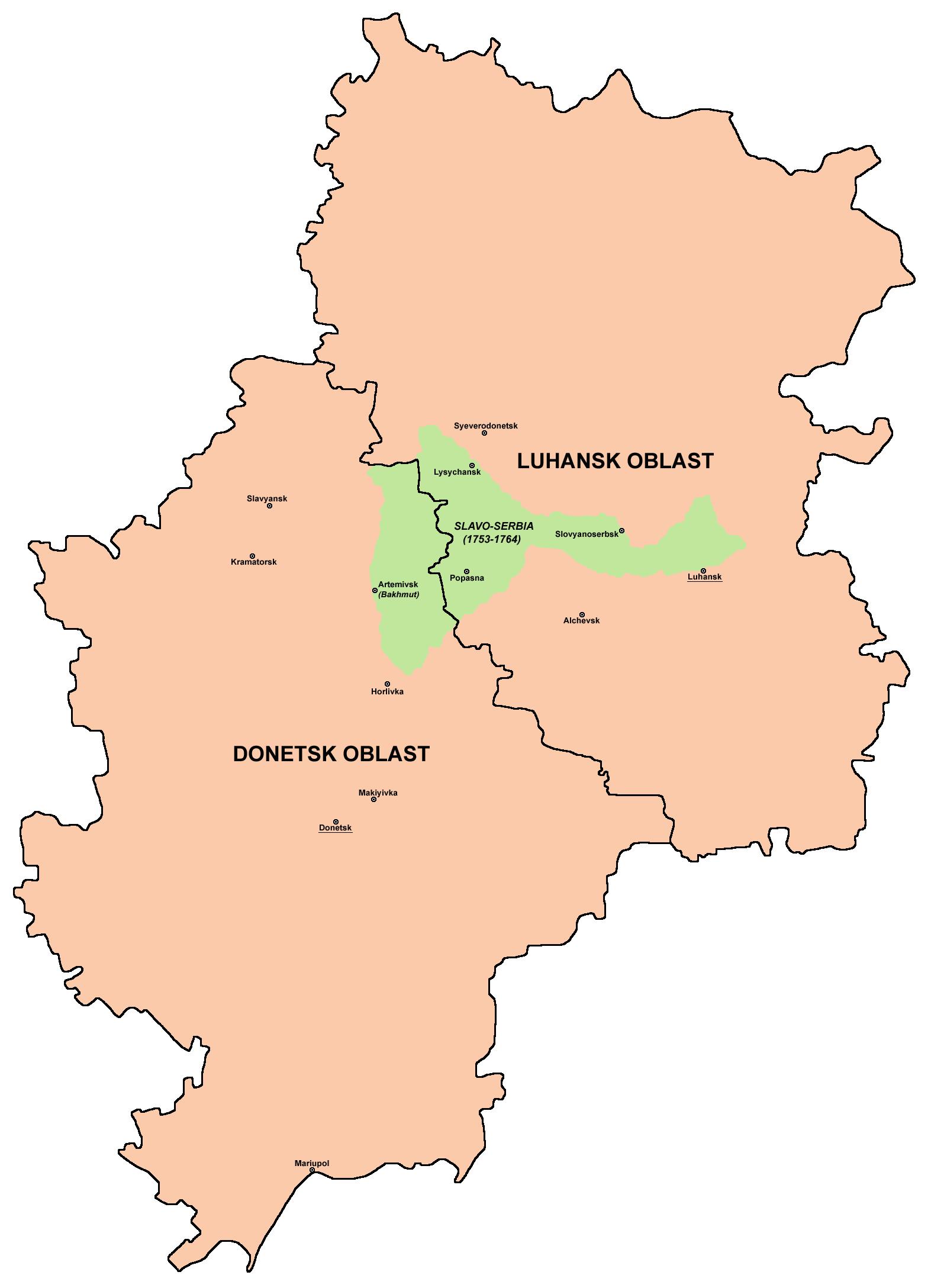
Słowiano-Serbia na mapie obwodów Donbasu
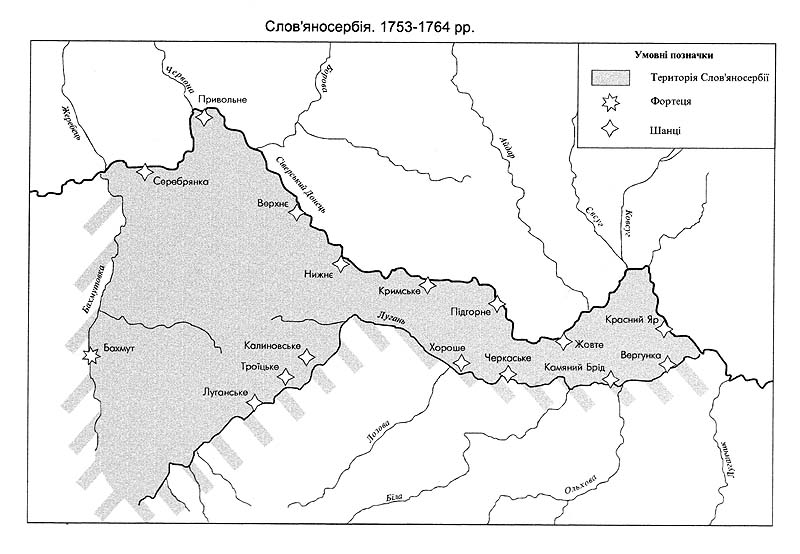
Słowiano-Serbia na mapie fizycznej